# Schliffstopfen

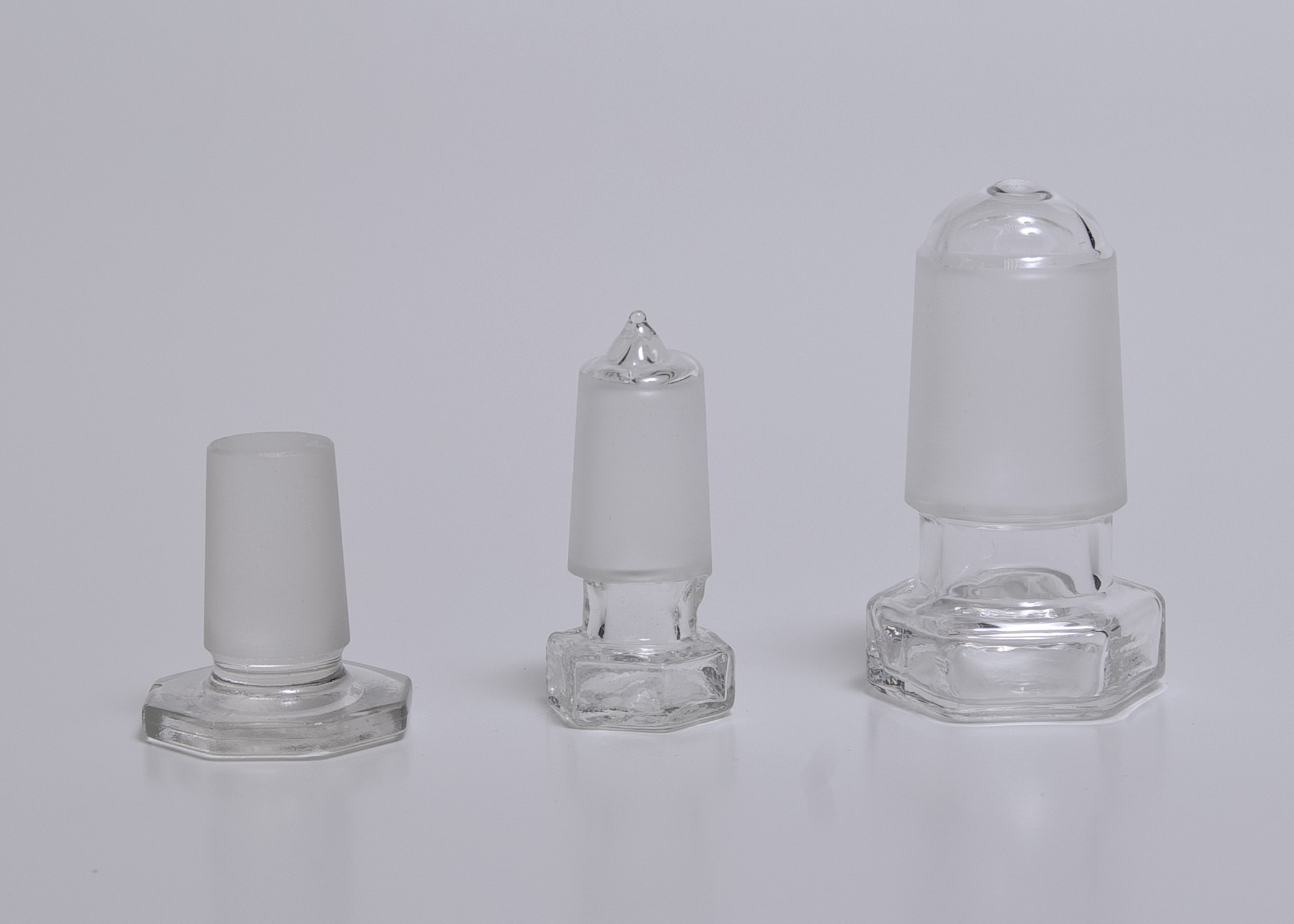
Ein Massiv- und zwei Hohlstopfen aus Glas (v.l.n.r.) mit 14,5 mm sowie 29 mm

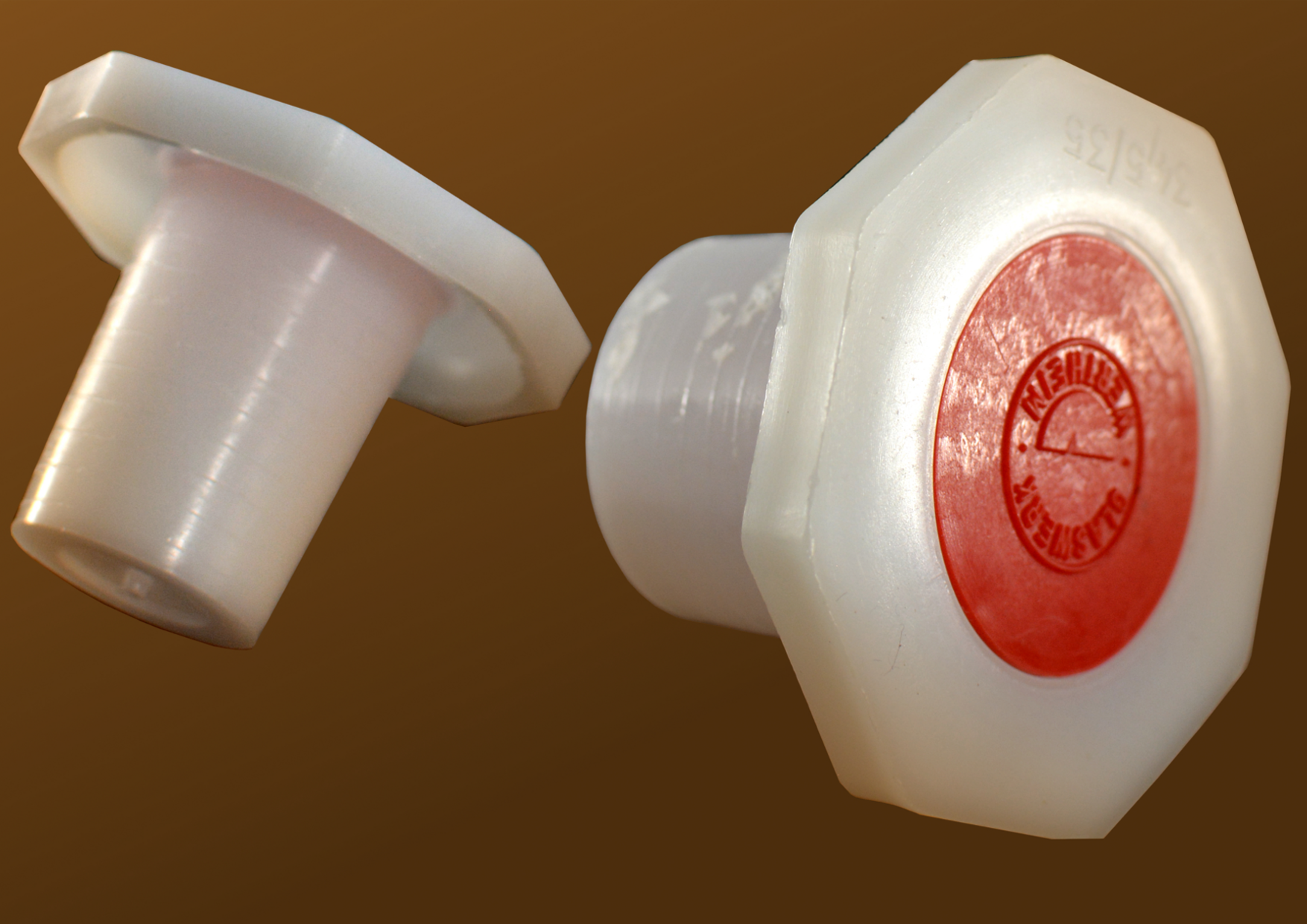
Schliffstopfen aus Kunststoff

Ein Schliffstopfen ist ein in Form eines Kegelstumpfes geschliffener Glasstopfen, bei dem die Außenfläche angerauht ist, um einen besseren Halt und ein dichteres Abschließen zu gewährleisten. Er dient zum Verschließen von Glasgeräten und -gefäßen wie beispielsweise Messkolben, Rundkolben oder Laborflaschen. Glasstöpselflaschen (Vitrum cum apistomeo vitro oder Vitrum tectum) werden auch in der Pharmazie eingesetzt. Der Schliffstopfen bildet mit seinem geschliffenen inneren Teil – dem Kern – das Gegenstück zum geschliffenen äußeren Teil – der Hülse – des Gefäßes. Beide Teile zusammen stellen einen Glas-auf-Glas-Verschluss dar. Verwendet wird diese Verschlussart u. a. bei Stand- oder Vorratsgefäßen im Chemiebereich, vielfach bei flüssigen oder kristallinen sowie insbesondere für aggressive Substanzen, die andere Deckelformen angreifen oder auflösen würden. Durch Schlifffett kann die Dichtheit des Verschlusses verbessert werden. Schliffverbindungen oder -stopfen sind nicht geeignet für starke Laugen, da diese die Glasoberfläche angreifen.
In der Regel entsprechen Kegelschliffe und dazugehörige Stopfen einer allgemeinen Gerätenorm. Man spricht dann von einem Normalschliff oder Normschliff (abgekürzt NS). Normschliffe haben eine definierte Steigung von 1:10. Wird ein Gefäß oder Gerät mit Normschliff beschädigt, kann der obere Teil von einem Glasbläser bzw. Glasapparatebauer an ein neues Gefäß „angeblasen“ werden und spart somit den Neukauf des teuren Gerätes.

## Bauformen
Schliffstopfen aus Glas existieren in zwei Hauptbauformen, Massivstopfen und Hohlstopfen.
Massivstopfen werden aus einem Glasstab hergestellt, der erhitzt und durch Formpressen zu einem Glasrohling geformt wird, der in einem Stück bereits den Rohkern und den Griff des Stopfens enthält. In einem weiteren Arbeitsschritt wird durch Schleifen der eigentliche Normschliff auf dem Kern des Stopfens erzeugt.
Hohlstopfen gibt es mit Spitzboden oder Flachboden, sie werden aus Rohrglas gefertigt, welches durch Erhitzen in den zähflüssigen Zustand gebracht und anschließend manuell von einem Glasbläser in eine Stopfenform eingeblasen wird. Hohlstopfen zeichnen sich durch ein deutlich geringeres Gewicht aus, sind in der Fertigung jedoch viel aufwändiger und dadurch teurer. Auch Hohlstopfen bilden Griff und Kern des Schliffstopfens. Der Kern erhält wie beim Massivstopfen seinen Normschliff in der Schleiferei.
Kegelschliffstopfen gibt es auch aus Polypropylen (PP) hohl mit Dichtringen bis Größe NS 29/32 und die Größen NS 34/35, NS 45/40 und NS 60/46 aus PE-LD. Sie sind autoklavierbar (121 °C). Des Weiteren aus Polytetrafluorethylen (PTFE), massiv mit Dichtringen. Sie sind temperaturbeständig bis 270 °C und sind in den Normschliffgrößen NS 10/19, 14/23, 19/26, 24/29, 29/32 und 34/35 erhältlich.
Stopfengrößen nach DIN 12254 sind:
- NS 7/16, 10/19, 12/21, 14/23, 19/26, 24/29, 29/32
- NS 34/35 und NS 45/40 (nicht nach DIN)